# Corallana brevipes
Corallana brevipes är en kräftdjursart som beskrevs av Schioedte och Frederik Vilhelm August Meinert 1879. Corallana brevipes ingår i släktet Corallana och familjen Corallanidae. Inga underarter finns listade i Catalogue of Life.